# Juan Román Padilla
Juan Román Padilla (* 25. August 1928; † 2018) war ein Gitarrenbauer in Granada.

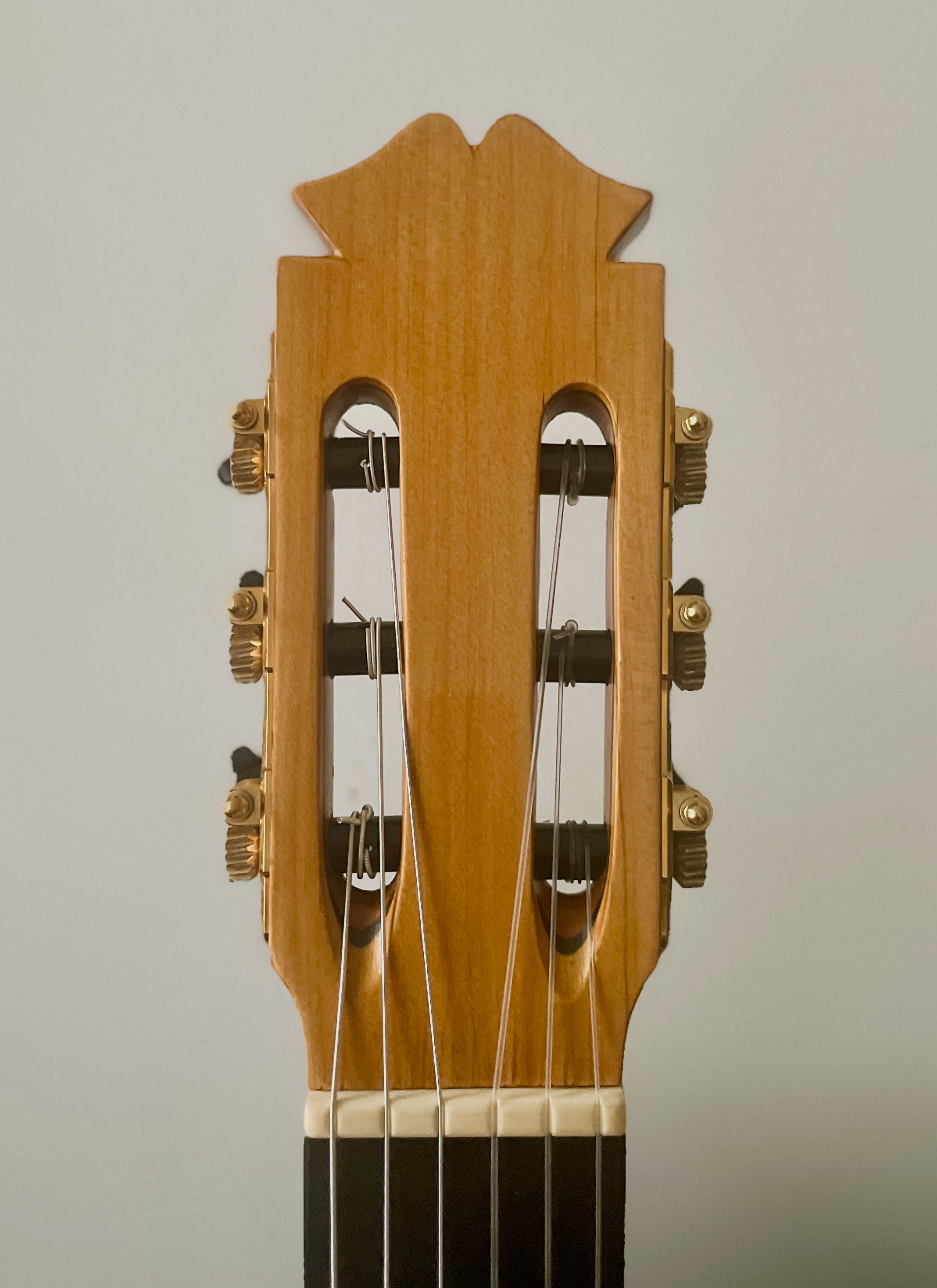
Typischer Gitarrenkopf von Juan Román Padilla

## Leben
Sein Vater war nicht nur ein Musiklehrer und Komponist, sondern auch ein bekannter Flamenco-Gitarrist mit dem Künstlernamen Juanito de Chauchina, welcher seinen Sohn ermutigte Gitarrenbauer zu werden. Dieser war bereits als 9-Jähriger von Gitarren begeistert.
Juan Román Padilla reiste als junger Mann öfter mit seinem Vater nach Madrid, wo sie auch dessen Freund Marcelo Barbero besuchten. Sein Vater brachte dem bekannten Gitarrenbauer bei seinem Besuchen das Lesen und Schreiben bei. Marcelo Barbero wiederum gab Juan Roman Padilla viele Hinweise, worauf er beim Bau einer Gitarre achten sollte. Padilla ließ sich von ihm inspirieren, so dass sein Baustil sich später stark nach dem Vorbild Barberos orientierten – sowohl vom Äußeren als auch von der Innenkonstruktion. Darüber hinaus gestaltet er seine Gitarrenköpfe auch nach dem Vorbild der Gitarren Barberos aus den frühen 40er Jahren.
Seine Ausbildung begann er als 14-jähriger an der Kunstschule in Granada (Escuela de Artes y Oficios), wo er sich zunächst dem zeichnen und später der künstlerischen Gestaltung mit Holz zuwandte. Anschließend machte er aber, wie so viele anderen Gitarrenbauer seiner Generation, eine Ausbildung als Schreiner.
Seine erste Gitarre baute er schließlich 1949 in seiner Heimatstadt Granada, welche bereits eine lange Tradition des Gitarrenbaus hatte. Die meisten Gitarrenbauer Granadas lernten zu dieser Zeit von Eduardo Ferrer – er war somit einer der zentralen Figuren des Gitarrenbaus in Granada. Neben Eduardo dominierte auch Manuel De La Chica den Kreis der Gitarrenbauer in Granada.
Nach 1960 kam es zu einem fruchtbaren Austausch zwischen Juan Román Padilla und German Perez Barranco. Trotz aller Unterstützung und fachlichen Austausch war Juan aber ein Autodidakt. Er experimentiert bis zu seinem Tod mit dem Bau von Gitarren. So verwendete er zur Oberflächenbehandlung seiner Gitarren eine eigene Mischung, welche er „versteinert“ nannte. Es handele sich um eine Alternative zum aufwändig aufzutragenden Schellack, welcher ebenfalls nur sehr dünn aufgetragen wurde. Ebenfalls in den 60er Jahren überließen die beiden später sehr bekannten Gitarrenbauer Antonio Marin and Manuel Bellido Padilla ihre Gitarren, welcher diese dann unter seinem Label verkaufte. Juan Román Padilla baute über 50 Jahre Gitarren und verkaufte diese nicht nur in Spanien, sondern unter anderem auch nach Deutschland und Japan.
Die Asociación de Guitarreros y Luthiers de Granada dankte Juan Román Padilla für sein Lebenswerk.